# Mizuki Noguči
Mizuki Noguči (japonsko 野口 みずき), japonska atletinja, * 3. julij 1978, Kanagava, Japonska.
Nastopila je na poletnih olimpijskih igrah leta 2004, kjer je osvojila naslov olimpijske prvakinje v maratonu. Leta 2003 je na svetovnem prvenstvu osvojila srebrno medaljo v isti disciplini. Po enkrat je osvojila Berlinski maraton, Nagojski maraton, Osaški maraton in Tokijski maraton.